# 京泰路街道
京泰路街道，亦称海陵工业园区，简称园区街道，是江苏省泰州市海陵区下辖的一个乡级行政区，地处泰州市主城区东部。东邻苏陈镇，南与凤凰街道相邻，西与城东街道相邻，北靠泰州市农业经济开发区。京泰路街道办事处与海陵工业园区管委会为两块牌子、一套班子。2003年设立海陵工业园区。2006年，批准为省级开发区。2011年8月，增挂泰州文化创意产业园区牌子。2018年时，办事处（园区管委会）内设42个机构，共有人员182名。行政面积约40平方公里，管辖13个社区，总人口约6万人。
京泰路街道原名泰东镇（乡），2006年，原泰州海陵区泰东镇所辖区域改设为京泰路街道办事处。

## 行政区划
京泰路街道下辖以下地区：
泰东社区、东塘社区、北马社区、十里铺社区、许郑村、响林村、凌窦村、孙唐村、朱塘村和林南村。